# 紅與黑的MATADORA/尋找I LOVE YOU
《紅與黑的MATADORA/尋找I LOVE YOU》（日语：紅と黒のMATADORA／I LOVE YOUをさがしてる）是GLAY的第39張單曲，也是第6張雙A面單曲，普通盤有發行台壓版。

## 簡介
- 分為「初回限定盤」和「普通盤」，2種版本包裝不同，普通盤有發行台壓版。
- 2首單曲的MV都在捷克的布拉格拍攝。因為比預定的拍攝時間還要早完成，所以剩下時間團員前往西班牙旅行。

## 收錄曲目
1. 紅與黑的MATADORA
此首歌曲為2008年10月4日在日本上映的韓國電影《宿命》的主題曲。「MATADORA」在西班牙語中是「女鬥牛士」的意思，曲調呈現西班牙的風味。
2. 尋找I LOVE YOU
日本朝日電視台《打擊天使琉璃》日劇主題曲。TAKURO：「可以說是HOWEVER的續集。」
3. SUFFRAGETTE CITY

## 收錄專輯
- THE GREAT VACATION VOL.1 〜SUPER BEST OF GLAY〜
- rare collectives vol.4